# Konference OSN o biodiverzitě 2022
Konference smluvních stran Úmluvy OSN o biologické rozmanitosti 2022 (CBD) (též označována jako COP 15) proběhla ve dnech 7. až 19. prosince 2022 v kanadském Montrealu. Hlavním úkolem konference bylo dohodnout ambiciózní plán, jak zachránit milion druhů zvířat a rostlin, které jsou podle OSN ohrožené vyhynutím, jak chránit více divočiny i jiné přírody nebo jak zastavit znečištění vody chemikáliemi či plasty.

## Pozadí
Konference se měla konat v dubnu 2022 v čínském Kchun-mingu, ale podle sdělení kanceláře sekretariátu OSN z 29. března byla počtvrté odložena na třetí čtvrtletí roku 2022. Původně se měla konat v říjnu 2020, ale kvůli pandemii covidu-19 byla odložena. V červnu 2022 sekretariát OSN pro Úmluvu o biologické rozmanitosti a čínské ministerstvo životního prostředí v samostatných prohlášeních uvedly, že se zasedání bude konat v prosinci 2022 v kanadském Montrealu, kde sekretariát sídlí, ačkoli Čína by zůstala předsedajícím summitu.

## Účel konference
Jejím cílem bylo dohodnout celosvětové cíle pro dalších deset let, díky kterým se podaří zabránit dalšímu mizení živočichů a rostlin z volné přírody, nastavit spravedlivější pravidla pro využívání genetického bohatství planety nebo omezit šíření invazních druhů.
Několik měst před konferencí podepsalo „Montrealský závazek“, v němž se zavázalo chránit biologickou rozmanitost ve svých městech prostřednictvím 15 opatření.
Konference by se měla zabývat především následujícími problémy:
- Přijetí spravedlivého a komplexního rámce, kterému budou odpovídat zdroje potřebné k jeho provádění.
- Stanovení jasných cílů pro řešení nadměrného využívání přírody, znečištění, fragmentace krajiny a neudržitelných zemědělských postupů.
- Přijetí plánu, který zaručí práva původních obyvatel a uzná jejich přínos jako správců přírody.

Financování biologické rozmanitosti a sladění finančních toků s přírodou s cílem nasměrovat finance k udržitelným investicím a odklonit je od investic škodlivých pro životní prostředí
Ačkoli 100 zemí podporuje ochranu 30 % planety před lidským využíváním, což je označováno za „poslední šanci pro přírodu“, rozpory v této a dalších otázkách přetrvávají i v posledních dnech konference. V článku zveřejněném v polovině prosince v deníku The Guardian se objevila kritika, že jednání je velmi pomalé a málo naléhavé.

## Průběh konference
Konferenci, na které se zúčastníli zástupci skoro 200 zemí světa, zahájil Generální tajemník OSN António Guterres slovy „Příroda je nejlepší přítel člověka, dává nám vzduch, který dýcháme, jídlo, které jíme, energii, kterou využíváme, zaměstnání, na která spoléháme, krajinu, kterou nazýváme domovem. A přesto s ní vedeme válku. Tahle konference má naléhavý úkol uzavřít s přírodou mír.“

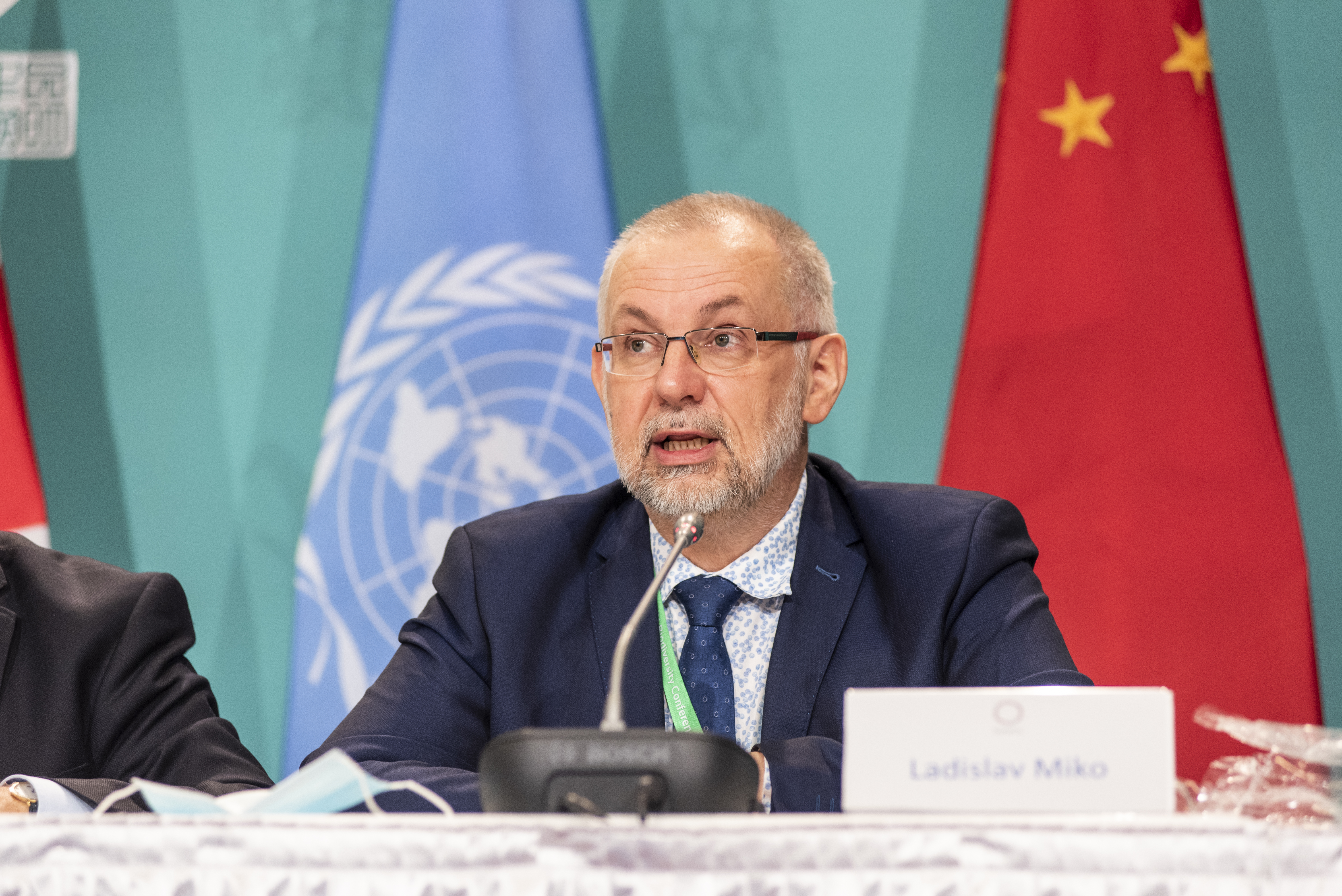
Ladislav Miko na tiskové konferenci na COP 15

## Česká republika na konferenci
S ohledem na předsednictví České republiky v Radě EU zastupovala Česká republika celou Evropskou unii a koordinovala jednotlivá vyjednávání. Díky tomu byly také jednotlivé jednací místnosti označeny jmény českých chráněných území. Českou delegaci vedl vládní zmocněnec Ladislav Miko.

## Výsledky konference
19. prosince přijali zástupci více, než 160 zemí Globální rámec pro biologickou rozmanitost, díky kterému významně vzroste podíl chráněných území na souši i na moři, vznikne robustní zdroj financování ochrany živé přírody a postupně se sníží množství používaných pesticidů.
Globální rámec tvoří systém, který má přinést rekordní finance na ochranu biodiverzity na celém světě. Z dnešních zhruba 100 miliard USD se suma má zvýšit až na 200 miliard USD ročně do roku 2030. Dvojnásobně se navýší prostředky od rozvinutých zemí pro ty rozvojové. Do roku 2025 by mělo být k dispozici nejméně 20 miliard USD a 30 miliard USD do roku 2030. V rámci Globálního fondu životního prostředí (GEF) vznikne nový, samostatný a flexibilní Globální fond pro biodiverzitu, který umožní rychlejší mobilizaci finančních prostředků.
Do roku 2030 má být obnoveno 30 % poškozených ekosystémů, a to jak suchozemských, tak mořských. Dále má být 30 % celosvětové souše, vodních toků, pobřežních i mořských oblastí do roku 2030 ve správě ochrany přírody. Ke stejnému datu má na celém světě o polovinu klesnout využívání pesticidů. Dohoda upravuje také snížení nadměrných ztrát živin, které poškozují životní prostředí o polovinu. Do životního prostředí se nemají šířit látky jako je fosfor nebo dusík. Dohoda také zahrnuje snížení šíření invazních druhů nejméně o 50 % do roku 2030.

### Mezi globální cíle pro rok 2030 patří
- Účinná ochrana a správa nejméně 30 % světové půdy, vnitrozemských vod, pobřežních oblastí a oceánů s důrazem na oblasti se zvláštním významem pro biologickou rozmanitost a fungování a služby ekosystémů. GBF upřednostňuje ekologicky reprezentativní, dobře propojené a spravedlivě spravované soustavy chráněných území a další efektivní ochranu území, uznávající původní a tradiční území a postupy. V současné době je chráněno 17 % suchozemských a 10 % mořských oblastí na světě.
- Dokončit nebo zahájit obnovu alespoň 30 % degradovaných suchozemských, vnitrozemských, pobřežních a mořských ekosystémů.
- Snížit téměř na nulu úbytek oblastí s vysokým významem pro biologickou rozmanitost, včetně ekosystémů s vysokou ekologickou integritou.
- Snížit celosvětový potravinový odpad na polovinu a výrazně omezit nadměrnou spotřebu a produkci odpadu.
- Snížit na polovinu nadbytek živin i celkové riziko, které představují pesticidy a vysoce nebezpečné chemické látky.
- Postupně do roku 2030 zrušit nebo reformovat dotace, které poškozují biologickou rozmanitost, a to nejméně o 500 miliard dolarů ročně, a zároveň zvýšit pozitivní pobídky pro zachování a udržitelné využívání biologické rozmanitosti.
- Do roku 2030 mobilizovat alespoň 200 miliard dolarů ročně v rámci domácího a mezinárodního financování souvisejícího s biologickou rozmanitostí ze všech zdrojů - veřejných i soukromých.
- Zvýšit mezinárodní finanční toky z rozvinutých zemí do rozvojových zemí, zejména nejméně rozvinutých zemí, malých ostrovních rozvojových států a zemí s transformující se ekonomikou, na nejméně 20 miliard USD ročně do roku 2025 a na nejméně 30 miliard USD ročně do roku 2030.
- Zabránit zavlečení prioritních invazních nepůvodních druhů a omezit zavlečení a usídlení dalších známých nebo potenciálních invazních nepůvodních druhů alespoň o polovinu a vymýtit nebo kontrolovat invazní nepůvodní druhy na ostrovech a dalších prioritních lokalitách
- Požadovat, aby velké a nadnárodní společnosti a finanční instituce monitorovaly, posuzovaly a transparentně zveřejňovaly svá rizika, závislosti a dopady na biologickou rozmanitost prostřednictvím svých operací, dodavatelských a hodnotových řetězců a portfolií[14]